# NMBS/SNCB-Reihe AM 80
Die Reihe AM 80 sowie deren Nachfolger AM 82 und AM 83 der Belgischen Staatsbahn (NMBS/SNCB) sind eine 140 Stück umfassende Serie von dreiteiligen Elektro-Triebwagen für den innerbelgischen InterCity- und InterRegio-Verkehr. Die Fahrzeuge werden im Französischen auch als „Break“ bezeichnet.

## Geschichte
Die zunächst zweiteiligen Züge wurden ab 1980 von einem Konsortium aus Ateliers de constructions électriques de Charleroi (ACEC) und La Brugeoise et Nivelles (BN) gefertigt, um ab 1984 mit einer Betriebsgeschwindigkeit von bis zu 160 km/h im innerbelgischen Fernverkehr eingesetzt zu werden. Mit der Einführung der Zuggattungen IC und IR wurden die Triebzüge der Reihe AM 80 zum neuen Aushängeschild der belgischen Staatsbahnen und die ersten nicht lokomotivbespannten Züge, die Geschwindigkeiten über 140 km/h erreichen konnten. Die Züge verfügen im Gegensatz zu ihren Vorgängern über automatische +GF+-Kupplungen. Eine betriebliche Kupplung ist mit diesen daher nicht möglich.
Es wurden zudem 16 dreiteilige Einheiten für die Marokkanische Staatsbahn gebaut, die in Beige mit dunkelrotem breiten Fensterband und Türen, mit zwei zusätzlichen kleinen Scheinwerfern und mittig dem „Siegel des Salomon“ (Grüner Stern) ausgeliefert wurden.
Die kurze Zuglänge als auch der Kupplungstyp hatten zur Folge, dass bei einer Kapazitätssteigerung jeweils nur die AM 80 miteinander gekuppelt werden konnten, so dass letztlich weniger Züge zur Verfügung standen. Die NMBS/SNCB entschied sich 1990 daher, die Züge um einen Mittelwagen zu ergänzen, welcher im Vergleich zu den Köpfen eine deutlich bessere Innenausstattung erhielt. Die Wagen wurden zwischen 1992 und 1995 im Ausbesserungswerk Mechelen umgebaut. Dabei erhielten sie zeitgleich eine neue Lackierung in Grau mit blauen und roten Streifen im damals aktuellen Memling-Farbschema der SNCB.
Die AM 80 wurden ab ihrer Indienststellung zunächst auf den Relationen von Brüssel nach Luxemburg sowie zur Nordseeküste eingesetzt. Die luxemburgische Staatsbahn CFL erwarb von der SNCB zu diesem Zweck zwei AM-80-Einheiten (Tw 325 und 326). Mittlerweile verkehren AM 80-Fahrzeuge auf allen wichtigen Routen des belgischen Schienennetzes. Haupteinsatzgebiet ist die Verbindung von der belgischen Hauptstadt zum Flughafen Brüssel-Zaventem, aber auch im Nahverkehr z. B. im östlichen Teil Belgiens. Die Züge sind in allen Zuggattungen (IC, L, P) anzutreffen. Für den Einsatz zum Flughafen wurden die Garnituren 401 bis 405 im Jahre 1998 mit der Aufschrift Brussels Airport Express versehen.
Seit 2009 werden die Fahrzeuge erneut modernisiert und 216 Millionen Euro investiert. Hierbei erhalten sie die neueste Farbgebung New Look der belgischen Bahn. Im Innenraum werden die Wandverkleidungen ebenfalls erneuert, die bisherigen Sitze neu bezogen. Eine Klimaanlage wird nicht eingebaut, deshalb sollen die Fahrzeuge vorzugsweise nicht mehr in Intercity-Diensten eingesetzt werden. Einige dieser Verbindungen werden an die neueren Modelle der Reihe AM 96 abgegeben.

## Technik
Die dreiteiligen Einheiten bestehen aus einem Steuerwagen, einem Mittelwagen und einem angetriebenen Endwagen. Der angetriebene Wagen verfügt über vier
Fahrmotoren mit einer Stundenleistung von 310 kW. Die automatische Kupplung der Züge ermöglicht in Kombination mit der Vielfachsteuerung einen Zusammenschluss von bis zu 6 Triebwagen. Zur Entnahme von elektrischem Strom aus der Oberleitung werden Einholmstromabnehmer des britischen Unternehmens Brecknell Willis eingesetzt. Die Endwagen sind mit Drehgestellen von Wegmann ausgestattet, während die nachträglich eingefügten Mittelwagen über luftgefederte Laufdrehgestelle des italienischen Herstellers Fiat verfügen, die baugleich mit den Drehgestellen der Reihe AM 96 sind.

## Fotos

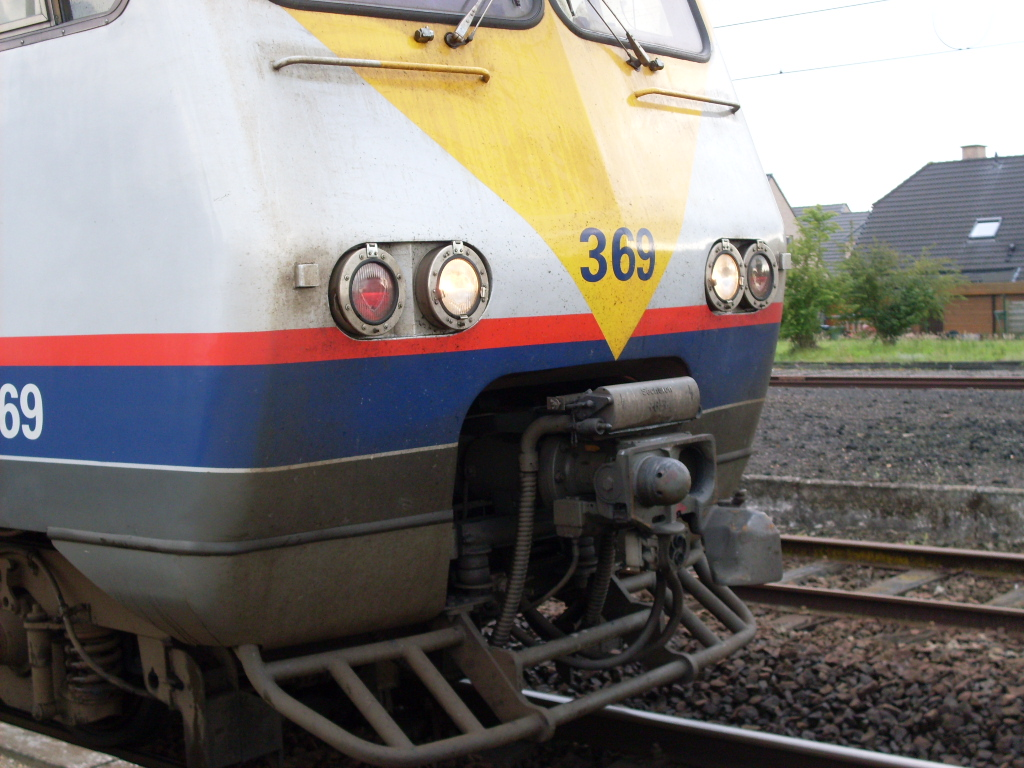
+GF+-Kupplung der AM 80
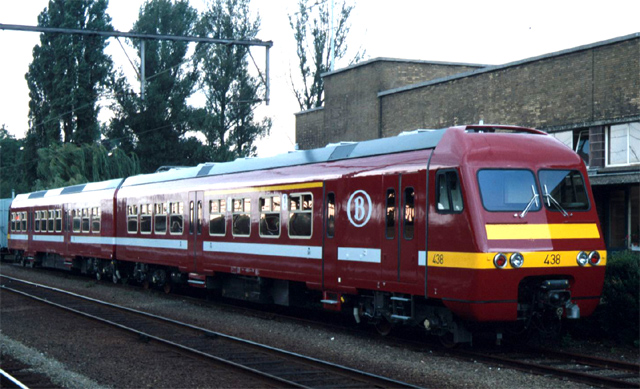
AM 80 als zweiteilige Version mit alter Lackierung
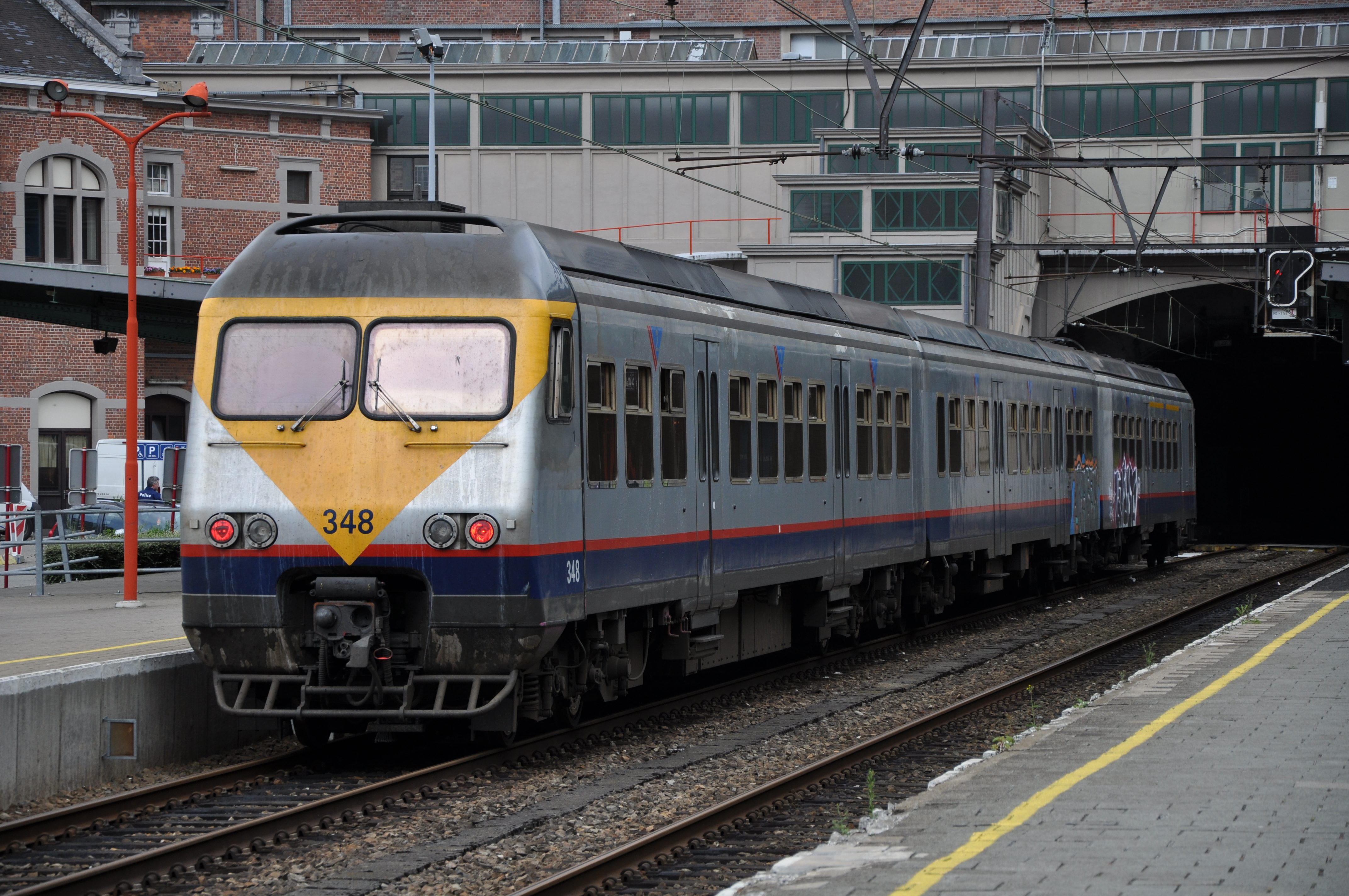
AM 80 in der Lackierungsvariante bis 2009 im Bahnhof Verviers-Central
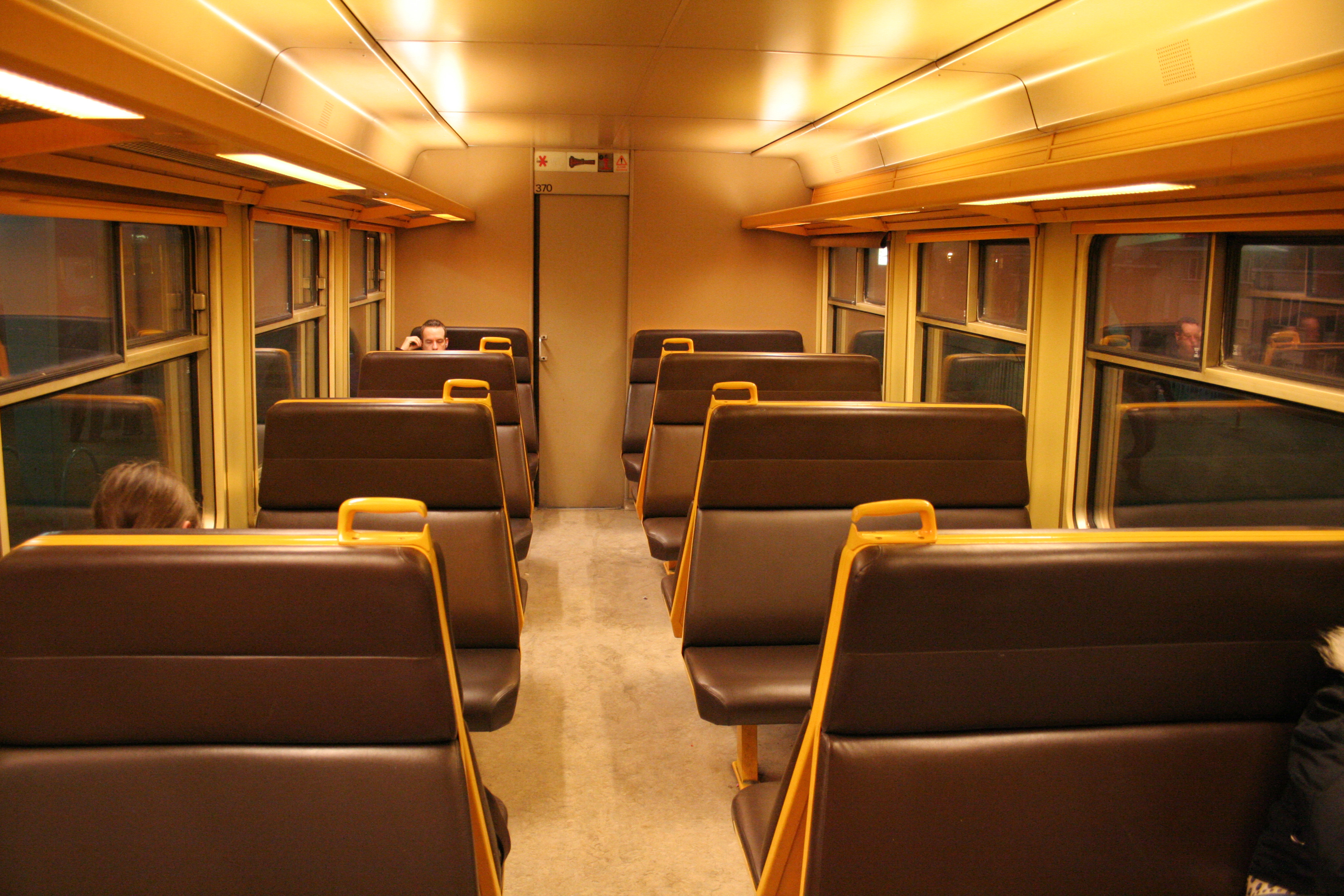
Endwagen der AM 80 in Ursprungsausführung (2. Klasse)
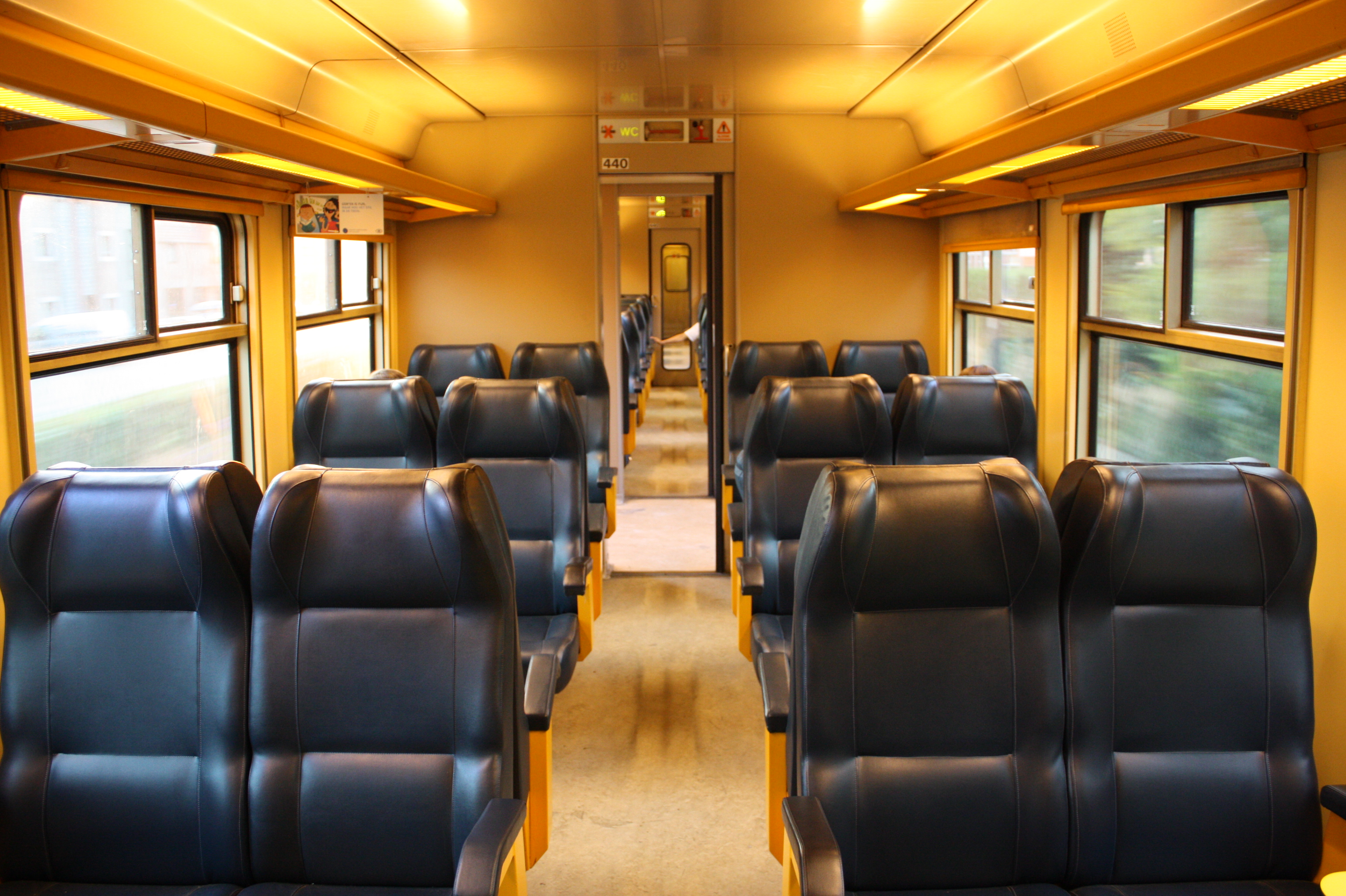
Der später hinzugefügte Mittelwagen (2. Klasse)
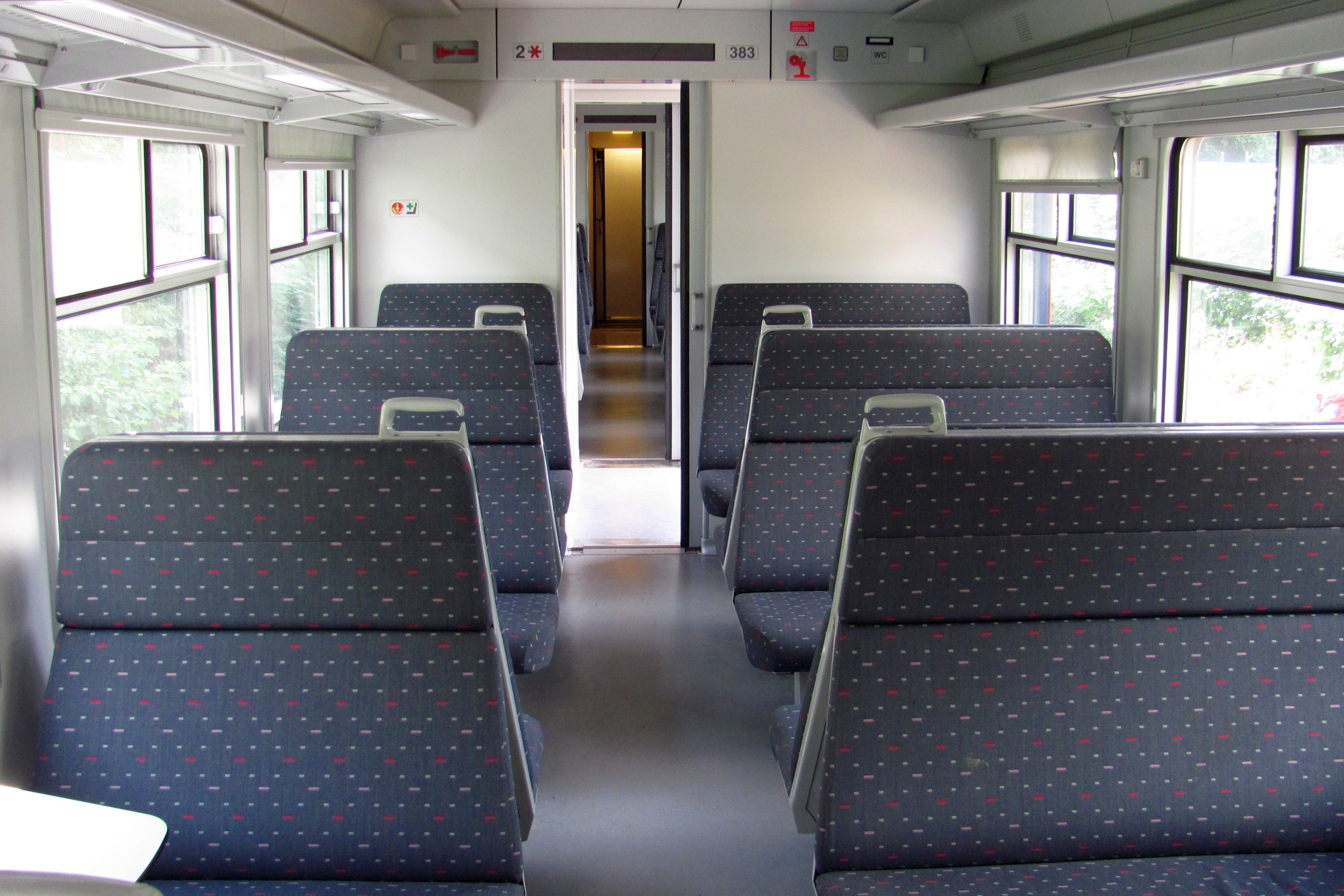
Interieur der Modernisierungsstufe von 2009 (2. Klasse)